# イ・スンヨン
イ・スンヨン（1968年8月18日 - ）は、韓国の女優。

## 経歴・人物
ソウル出身。身長170cm、体重49kg、血液型O型。
インハ工業専門大学航空運航科卒業後、1989年から大韓航空国際線のスチュワーデスとして3年間勤務した。
1992年、第36回ミスコリア選抜大会の美の部門で入賞し、同年テレビドラマ『われらの天国』で女優デビュー。1995年のドラマ『砂時計』で、作品の爆発的人気とともに演技面でも高い評価を受け、一躍人気女優の仲間入りを果たした。
2004年に慰安婦を題材としたヌード写真集の制作を行ったことから、元慰安婦を支援する韓国挺身隊問題対策協議会から「苦痛を受けた」と非難され、写真集の販売は差し止め、ナヌムの家を訪問して元慰安婦に謝罪した。

## 出演作品

### テレビドラマ
- われらの天国（1992年）[1]
- 朝顔（1992年）[1]
- ポリス（1994年）[1][7]
- 愛をあなたの胸に（1994年）[1]
- 最後の恋人（1994年）[1]
- 砂時計（1995年）[1]
- ホテル（1995年）[1]
- 蜘蛛（クモ）（1995年）[1]
- アイシング（1996年）[7]
- 初恋（1996年 - 1997年）[1][7]
- シンデレラ（1997年）[1][7]
- ウェディングドレス（1997年）[7]
- 心が美しくなくちゃ（1998年）[1]
- ひまわり（1999年）[1][7]
- 愛してくれますか？（2000年）
- 愛の伝説（2000年）[1]
- 三人の友達（2000年）
- メディカル・センター（2000年）
- 東洋劇場（2001年）[1]
- 秋に会った男（2001年）
- 我が恋人、誰だろう（2002年）
- 完全なる愛（2003年）[1][7]
- スカーレットレター -裏切りの代償-（2010年）[7]
- ハッピーエンディング（2012年）[1][7]
- 秘密の家～愛と復習の迷宮～（年）[1][7]

### 映画
- ピアノマン（1996年）[1]
- チェンジ（1996年）[1]
- 土曜日午後2時（1998年）[1]
- 憎くてももう一度（2001年）[1][7]
- うつせみ（2004年）[1][7]
- アリス：ワンダーランドから来た少年（2015年）